# Il delitto del giudice
Il delitto del giudice (An Act of Murder) è un film del 1948 diretto da Michael Gordon.
È un film poliziesco a sfondo drammatico e noir statunitense con Fredric March e Edmond O'Brien. È basato sul romanzo del 1935  The Mills of God di Ernst Lothar.

## Trama
Il giudice Calvin Cooke, buon marito e padre, viene riconosciuto in tribunale come Old Man Maxinum. Sua figlia Ellie ama l'avvocato difensore Dave Douglas, che odia l'atteggiamento del padre nei confronti degli imputati. Ma la vita del giudice va a pezzi quando scopre che la moglie ha un cancro terminale al cervello; man mano che il suo dolore peggiora, inizia a considerare l'omicidio per pietà, ma questo lo collocherebbe ad un imputato.

## Produzione
Il film, diretto da Michael Gordon su una sceneggiatura di Michael Blankfort e Robert Thoeren e un soggetto di Ernst Lothar (autore del romanzo), fu prodotto da Jerry Bresler per la Universal International Pictures e girato negli Universal Studios a Universal City, California, dal 19 gennaio a marzo del 1948. I titoli di lavorazione furono  I Stand Accused,  The Case Against Calvin Cooke e  The Judge's Wife. Florence Eldridge e Fredric March, che interpretano una coppia di coniugi, erano realmente sposati al tempo delle riprese.

## Distribuzione
Il film fu distribuito con il titolo An Act of Murder negli Stati Uniti nel settembre del 1948 al cinema dalla Universal Pictures.
Altre distribuzioni:
- in Svezia il 18 dicembre 1948 (Jag är anklagad)
- in Danimarca il 2 novembre 1949 (Thi kendes for ret)
- in Portogallo il 13 gennaio 1950 (Não Matarás)
- in Finlandia il 1º settembre 1950 (Huomispäivä parempi)
- in Brasile (Piedade Homicida)
- in Cile (Piedad criminal)
- in Francia (Le droit de tuer)
- in Grecia (Na giati eglimatisa)
- in Italia (Il delitto del giudice)

## Critica
Secondo il Morandini è un "film d'attori più che di regia" con un March ai massimi livelli.

## Promozione
La tagline è: MERCY or MURDER? Can you condemn this man?.